# Манучехр Моттакі
Манучехр Моттакі (перс. منوچهر متکی) — іранський державний діяч, дипломат. Міністр закордонних справ Ірану (2005—2010), затверджений на пост президентом Махмудом Ахмадінежадом. В ході виборів президента в 2005 Моттакі підтримував Алі Ларіджані.

## Життєпис
Народився 12 травня 1953 року в місті Бандар-газ остана Голестан. Закінчив Тегеранський і Бангалорський університети, фахівець з міжнародних відносин.
До затвердження на пост міністра закордонних справ працював послом Ірану в Туреччини і Японії, радником міністра закордонних справ Ірану. У 2005 році був призначений на посаду міністра закордонних справ Ірану, 13 грудня 2010 року був усунутий з посади президентом Ірану Махмудом Ахмадінежадом.
19.03.2007 — прийняв копії вірчих грамот Надзвичайного і Повноважного Посла України в Ірані Ігоря Логінова